# اجاس ایپو
اجاس ایپو (به لاتین: Ajasse Ipo) یک منطقهٔ مسکونی در نیجریه است که در ایالت کوارا واقع شده‌است.